# Ivo Sanader
Ivo Sanader (Spalato, 8 giugno 1953) è un politico croato ex Primo ministro della Croazia.
Dopo la vittoria dell'Unione Democratica Croata (HDZ) nelle elezioni parlamentari del dicembre 2003, Sanader è stato nominato capo del governo dal presidente della Repubblica il 9 dicembre 2003. Ricevuta la fiducia dal parlamento croato (88 voti favorevoli su 152), il 23 dicembre 2003 ha assunto formalmente l'incarico. Il suo predecessore alla guida del governo fu Ivica Račan, del Partito Socialdemocratico.

## Biografia
Sanader proviene da una devota famiglia operaia cattolica e ha trascorso la sua giovinezza a Spalato. È sposato con Mirjana Sanader e ha due figli.
Si è laureato in lingue romanze e letterature comparate all'Università di Innsbruck, in Austria. Oltre al croato, parla italiano, francese, inglese e tedesco.

## Carriera politica

### Deputato e ministro
Sanader è tornato dall'Austria a Spalato agli inizi degli anni novanta. Il suo primo impiego fu quello di dirigente presso il Teatro Nazionale Croato di Spalato. Nel 1992 venne eletto deputato nelle liste dell'HDZ nella camera bassa del parlamento. Poco tempo dopo divenne ministro della Scienza e della Tecnologia (1992-1993). Dal 1993 al 1995 e dal 1996 al 2000 fu viceministro degli affari esteri.

### Leader dell'opposizione
Nel 2000, dopo la morte del fondatore del partito e presidente della Croazia Franjo Tuđman, l'HDZ venne sconfitta alle elezioni parlamentari. Inoltre il candidato del partito alla presidenza della Repubblica, Mate Granić, fallì l'accesso al ballottaggio. Granić decise di uscire dal partito e fondò il Centro Democratico, con l'obiettivo di attrarre i moderati dell'HDZ. Il congresso dell'Unione Democratica Croata tenutosi nell'aprile dello stesso anno sancì la scelta di Sanader, emerso come figura di compromesso, come leader del partito.
Da leader dell'opposizione, inizialmente Sanader criticò le accuse mosse a militari croati dal Tribunale penale internazionale per l'ex-Jugoslavia (ICTY), che avevano provocato malumori in parti dell'opinione pubblica croata. Nel 2001 prese parte ad una grande manifestazione contro l'incriminazione per crimini di guerra del generale Mirko Norac. Sanader criticò inoltre il primo ministro Ivica Račan e il suo governo per l'atteggiamento ritenuto troppo accondiscendente nei confronti dell'ICTY. In seguito, egli gradualmente iniziò a distanziare le sue posizioni e quelle del suo partito dalle proteste, attenuando decisamente le critiche all'esecutivo.
Sanader si impegnò soprattutto nel trasformare l'HDZ da partito nazionalista erede della politica di Tuđman ad un moderno partito di centro-destra e pro-europeo. La sua linea politica fu però ostacolata dall'ala destra del partito, guidata da Ivić Pašalić. La battaglia per la guida del partito culminò nel congresso del 2002: Sanader, che ottenne l'appoggio di Vladimir Šeks e Branimir Glavaš, conquistò il suo secondo mandato come leader. Pašalić lasciò il partito e formò il Blocco Croato, non riuscendo però a sottrarre elettori all'HDZ.
Riconfermato capo dell'opposizione, Sanader sfidò il primo ministro in carica Ivica Račan e la sua coalizione di centro-sinistra alle elezioni parlamentari croate del 2003. L'Unione Democratica Croata, che divenne il primo partito, non riuscì a conquistare la maggioranza assoluta all'interno del Sabor, il parlamento croato, nemmeno assieme ai suoi alleati del Centro Democratico e del Partito Social-Liberale Croato. Sanader riuscì comunque a negoziare dopo le elezioni un accordo con i rappresentanti delle minoranze etniche e con il Partito dei Pensionati, assicurandosi la maggioranza parlamentare.

### Presidente del Governo della Croazia

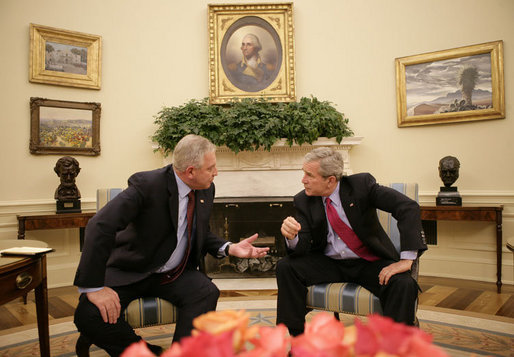
Ivo Sanader con George W. Bush alla Casa Bianca.

L'obiettivo principale del governo di Sanader è stato l'accesso della Croazia all'Unione europea e alla NATO. Come conseguenza dell'implementazione degli Accordi di associazione con l'Unione europea del 2001, la Croazia è divenuta ufficialmente un candidato all'ingresso nell'UE.
L'HDZ di Sanader ha cercato di stabilire relazioni migliori con i partiti che rappresentano le minoranze e di promuovere i diritti delle stesse. Fattori che hanno contribuito a formare un'opinione positiva della Commissione europea e del Consiglio Europeo riguardo alla volontà croata di aderire in tempi rapidi all'UE sono inoltre la cooperazione del governo con l'ICTY, il riconoscimento dei crimini di guerra compiuti nelle operazioni militari Tempesta e Lampo (1995), una continua crescita economica e l'adeguamento ai criteri politici ed economici stabiliti dal Consiglio Europeo a Copenaghen nel 1993.
Dall'inizio del suo mandato, la Croazia ha goduto di una crescita economica del 4% su base annua. Il governo ha però scontato alcuni cambiamenti nella sua composizione, in particolare la sostituzione ministro degli Esteri, Miomir Žužul, accusato di corruzione.
L'esecutivo di Sanader è stato inoltre messo alla prova da un crescente sentimento di euroscetticismo nel Paese. Nell'ottobre del 2005, dopo l'inizio formale dei negoziati d'accesso all'UE, i sondaggi indicavano Sanader come uno dei politici più popolari. Poche settimane dopo, la sua decisione di compensare i cittadini austriaci i cui beni sono stati nazionalizzati dopo la Seconda guerra mondiale dalla Jugoslavia di Tito si è scontrata con la ferma opposizione del presidente della Repubblica Stipe Mesić e ha provocato un calo di popolarità. Il successivo arresto di Ante Gotovina in Spagna ha avuto un altro effetto dannoso sul suo gradimento.
Sanader ha stretto relazioni con altri esponenti politici conservatori e cristiano-democratici europei, in particolare con la cancelliera tedesca Angela Merkel, con l'ex cancelliere austriaco Wolfgang Schüssel e con il governatore della Baviera Edmund Stoiber.
Sanader è stato l'ultimo uomo politico a visitare papa Giovanni Paolo II in Vaticano, nel febbraio del 2005, qualche settimana prima del suo decesso.
Ha ricevuto nel 2006 il Premio Internazionale Vittorino Colombo, assegnatogli dalla Fondazione Vittorino Colombo.
Il 1º luglio 2009 ha rassegnato le proprie dimissioni alla presidenza del governo croato e del partito. Non ha dato delle spiegazioni sul motivo del suo ritiro. Ha affermato: "Ho fatto la mia parte, ora tocca ad altri. Grazie a Dio sono di buona salute. Non escludo la possibilità di tornare un giorno nella politica".
Il 10 dicembre del 2010 è stato arrestato in Austria nei pressi di Salisburgo, su richiesta della polizia croata che il giorno precedente aveva spiccato un mandato d'arresto internazionale via Interpol.
Il 18 luglio 2011 è stato estradato dall'Austria e riportato in Croazia, detenuto in cella singola del carcere di Zagabria, nel settore femminile. L'evento è stato trasmesso in diretta nella notte dalla televisione di stato croata HRT1 come evento speciale.
Nel novembre 2012 è stato condannato a 10 anni di carcere per corruzione e abuso di potere. La sentenza è stata annullata per vizi procedurali. Il secondo processo ha visto Sanader di nuovo condannato a 8 anni.